# ツアー・オブ・ハイナン
ツアー・オブ・ハイナン（英語: Tour of Hainan, 簡体字表記：环海南岛国际公路自行车赛、拼音表記：Huán Hǎinán Dǎo Guójì gōnglù zìxíngchē sài, 繁体字表記：環海南島國際公路自行車賽）は、中華人民共和国、海南省を舞台に行われる自転車ロードレースのステージレース。日本の自転車競技関連Web等では当該名称の他、「ツアー・オブ・海南島」、「ツアー・オブ・海南」と表記するところもある。

## 概要
2006年に創設され、当初はUCIアジアツアー2.2にランクされていたが、2007年に同2.1、2009年に2.HCにそれぞれ格上げされ今日に至る。2009年の開催は、11月11日から19日まで行われた。
2020年にUCIプロシリーズに昇格したが、新型コロナウイルス感染症の世界的流行 (2019年-)などの影響もあり、2019年以降開催されていない。

## 歴代優勝者
| 年   | 優勝                           | 準優勝                                   | 3位                        |
| ---- | ------------------------------ | ---------------------------------------- | -------------------------- |
| 2006 | Sergey Kolesnikov              | 廣瀬敏                                   | 阿部良之                   |
| 2007 | Robert Radosz                  | Roman Klimov                             | Pascal Hungerbühler        |
| 2008 | ボリス・シュピレフスキー       | David McCann                             | Błażej Janiaczyk           |
| 2009 | フランシスコ・ベントソ         | グレガ・ボレ                             | Vitaliy Buts               |
| 2010 | ヴァレンティン・イグリンスキー | Johnnie Walker                           | アレクセイ・マルコフ       |
| 2011 | ヴァレンティン・イグリンスキー | レイナルト・ヤンセ・ファン・レンスブルフ | アレクサンダー・シュミット |
| 2012 | ドミトリー・グルズデフ         | ヴァレンティン・イグリンスキー           | トビアス・ルドヴィクソン   |
| 2013 | モレノ・ホフラント             | フレデリック・アモリソン                 | トム・レーザー             |
| 2014 | Julien Antomarchi              | ニコロ・ボニファツィーノ                 | アンドレイ・ゼイツ         |
| 2015 | サーシャ・モドロ               | アンドレイ・ゼイツ                       | ジュリアン・エルファレス   |
| 2016 | アレクセイ・ルツェンコ         | プジェムィスワフ・ニエミエツ             | マテイ・モホリッチ         |
| 2017 | ヤコポ・モスカ                 | ベンジャミン・プラデス                   | エミルス・リエピンシュ     |
| 2018 | ファウスト・マスナーダ         | ジーノ・メーダー                         | ジュリアン・エルファレス   |
| 2023 | オスカル・セビリャ             | セバスチャン・バーウィック               | ジェームス・ピッコリ       |
| 2024 | アーロン・ゲイト               | ヘノク・ムルブラン                       | Filippo Magli              |